# Гакман Іван Васильович
Іван Васильович Гакман (нар. 18 січня 1955, Чернівці, УРСР) — радянський та український футболіст, нападник, згодом — український тренер. Більшу частину кар'єри провів у чернівецькій «Буковині».

## Життєпис
Вихованець чернівецької «Буковини», перший тренер — П. Сочнєв. Футбольну кар'єру розпочав у 1972 році в складі аматорського чернівецького клубу «Черемош». У 1973 році призваний на військову службу, яку почав проходити у клубі ВПС (Вапнярка). У 1973 році переведений до головної військової команди Західної України, львівського СКА, кольори якого захищав до 1975 року.
У складі команд майстрів розпочинав грати в 1976 році в чернівецькій «Буковині», у другій союзній лізі. У 1977 році був запрошений до одеського «Чорноморця», у складі якого зіграв сім матчів у вищій лізі чемпіонату СРСР. Далі відіграв один сезон в першій лізі СРСР за одеський СКА.
У 1980 році грав за «Кристал» (Херсон), після чого повернувся до складу «Буковини», де на довгі роки закріпився в команді. У 1982 році в складі «буковинців» став переможцем чемпіонату УРСР. Всього за «Буковину» провів більше 300 матчів.
На завершення своєї кар'єри виступав у таких клубах як: «Заря» (Бєльці), «Дністер» (Заліщики), «Лада» (Чернівці), «Адвіс» (Хмельницький). Також виступав півтора сезони у складі «Кристала» (Чортків), де одночасно був і головним тренером.

## Досягнення
- Чемпіонат УРСР
  -  Чемпіон (1): 1982